# Omsporen

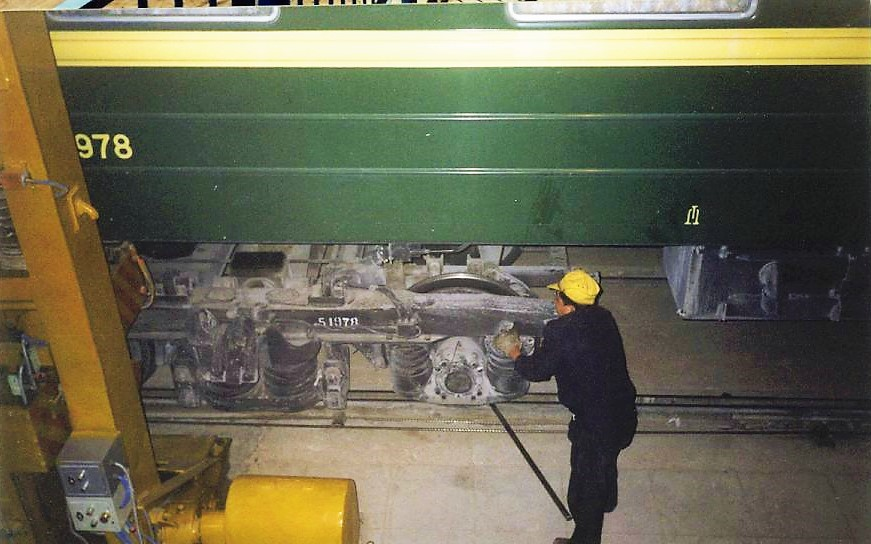
Draaistel uitwisselen aan de Chinees-Mongoolse grens

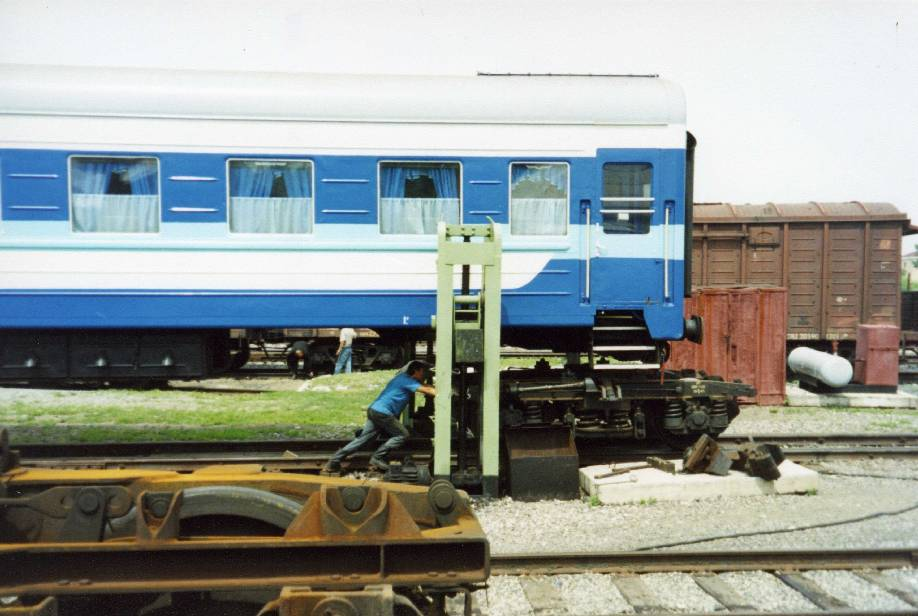
Draaistel uitwisselen in Ussuriisk bij Vladivostok, aan de Russisch-Chinese grens

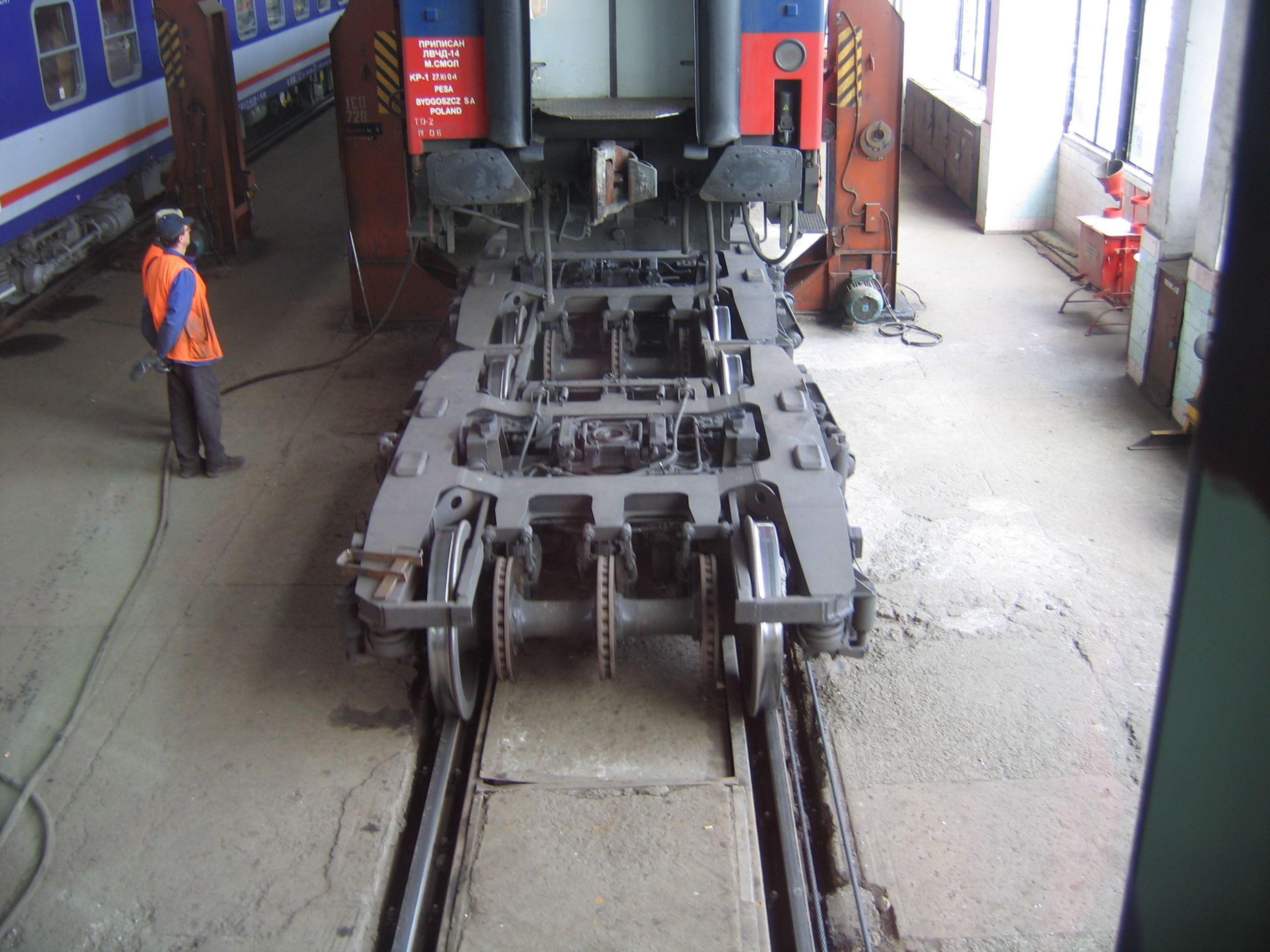
Omspoorinrichting in Brest (Wit-Rusland) aan de Poolse grens: De rijtuigbak is door hefbokken opgetild, de draaistellen worden uitgewisseld.

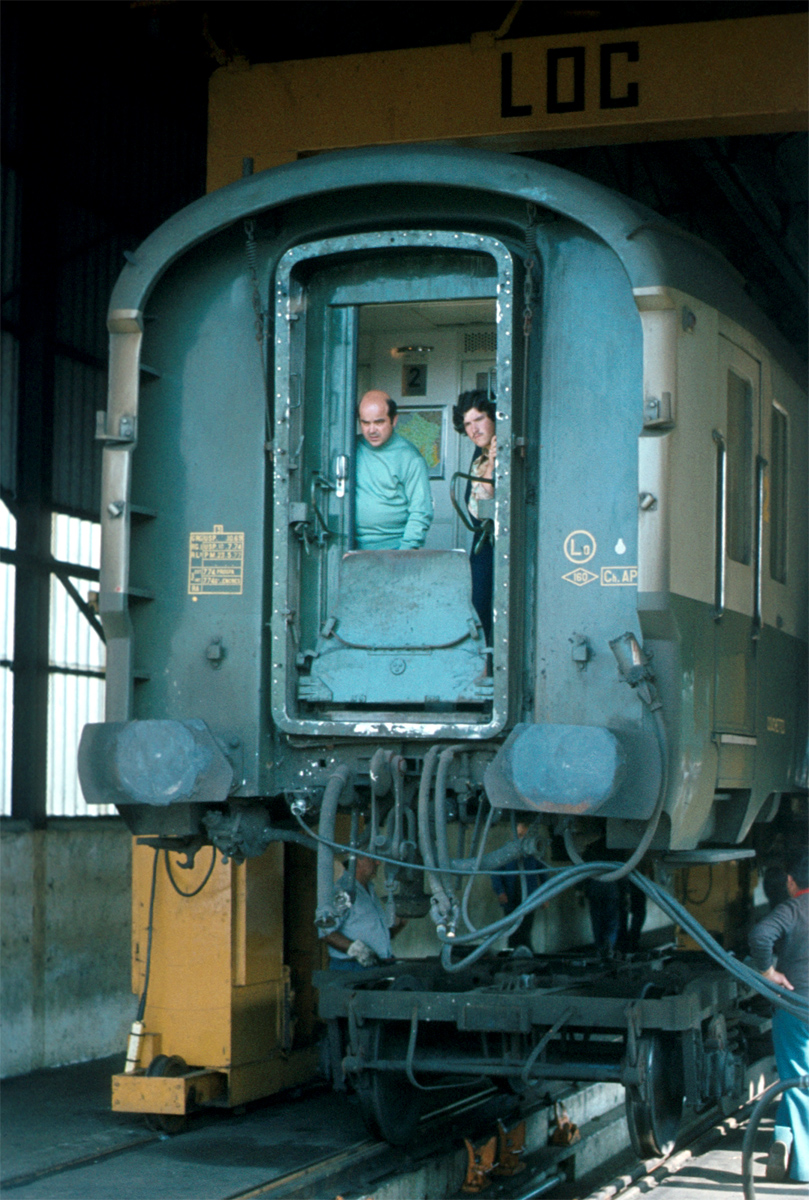
Hefinrichting voor het wisselen van draaistellen op 28 september 1977 te Hendaye

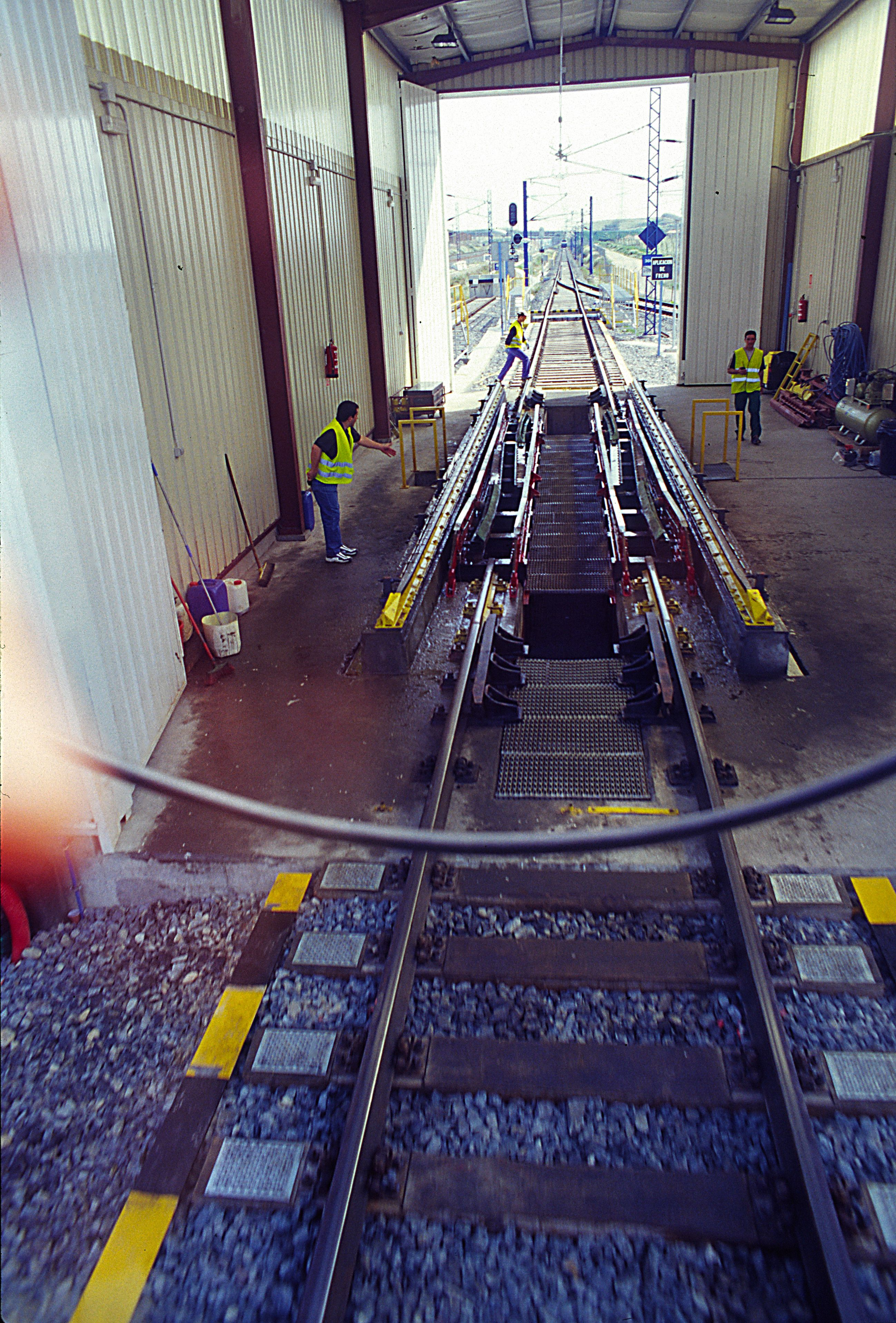
Omspoorder met RD-systeem in Lérida, voorgrond normaalspoor, achter Iberisch spoor

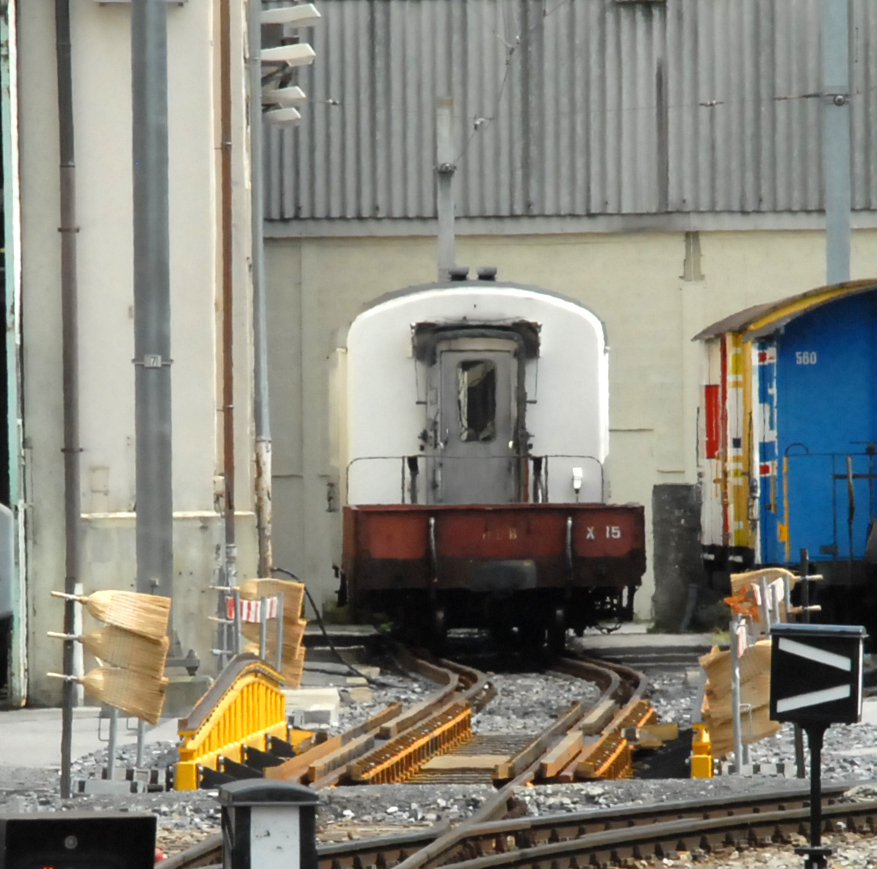
Omspoorinrichting (MOB) te Montreux.

Omsporen is het veranderen van de spoorwijdte:
- van een spoorweg
- van spoorwegmaterieel.

De afstand tussen de wielen (de spoorwijdte) van een trein moet corresponderen met de afstand tussen de spoorstaven (de spoorwijdte). Om historische redenen hebben niet alle spoorwegen dezelfde spoorwijdte. Om toch doorgaand treinverkeer mogelijk te maken zijn er drie mogelijkheden:
- Men kan de spoorwijdte van een spoorlijn permanent veranderen zodat hij voldoet aan de standaard. Dit is in het verleden veel gebeurd. Nadeel is dat alle rollend materieel vervangen moet worden.
- Men kan de trein op de grens op andere draaistellen zetten of de wielafstand veranderen.
- Passagiers moeten overstappen en vracht moet worden overgeladen. Vaak wordt dat gecombineerd met grenscontrole.

Een alternatief is drierailig spoor, waarop treinen met twee spoorwijdten kunnen rijden.

## Spoorweg
In de begintijd van de spoorwegen waren er veel verschillende spoorwijdten in zwang. Toen spoorwegnetten aan elkaar gekoppeld werden, werden sommige spoorlijnen omgespoord om doorgaand verkeer zonder problemen mogelijk te maken. Ook komt het weleens voor dat een spoorlijn die als smalspoor is aangelegd (wegens lagere bouwkosten) later wordt omgespoord naar normaalspoor omdat deze spoorwijdte een grotere capaciteit heeft en geschikt is voor hogere snelheden.
Tijdens de Tweede Wereldoorlog werd in de Sovjet-Unie zo'n 10.000 km Russisch breedspoor (1520 mm) door de Duitse bezetters omgespoord naar normaalspoor (1435 mm) zodat Duitse treinen naar het front konden rijden. Nadat de Duitsers verdreven waren, kregen die lijnen hun oude spoorwijdte weer terug.

## Rollend materieel
Verreweg het meeste spoorwegmaterieel is geschikt voor inzet op spoorlijnen met één specifieke spoorwijdte. Als inzet op een net met een andere spoorwijdte noodzakelijk is (bijvoorbeeld bij doorgaande treinverbindingen of bij verkoop van het voertuig aan een andere spoorwegmaatschappij), dan moet het voertuig worden omgespoord. In Spanje en Portugal is het gewone spoorwegnet van het type Iberisch breedspoor. Een deel van het hogesnelheidsnet in Spanje is van het type normaalspoor. Dit is de reden dat treinen met (een systeem van) variabele wielafstand worden gebruikt in Spanje en tussen Spanje en Frankrijk. In februari 2004 heeft het Spaanse spoorwegbedrijf RENFE orders geplaatst voor:
- 45 elektrische treinstellen van CAF/Alstom voor 25 kV wisselspanning/3 kV gelijkspanning met variabele wielafstand voor regionale diensten met 250 km/h, levering tussen oktober 2006 en mei 2009 (€ 580 miljoen).
- 26 treinstellen voor 25 kV met variabele wielafstand voor 250 km/h-langeafstandsverkeer met telkens twee Bombardier-locs en Talgo Serie VII-rijtuigen (€ 370 miljoen).

China gebruikt net als het grootste deel van Europa normaalspoor van 1435 mm. Rusland en landen die vroeger deel uitmaakten van de Sovjet-Unie gebruiken Russisch spoor van 1520 mm, terwijl in Finland 1524 mm gebruikt wordt (wat geen problematisch verschil is). In Zwitserland wordt naast normaalspoor ook veel gebruikgemaakt van meterspoor. Het probleem van spoornetten met een verschillende spoorwijdte speelt derhalve:
- op de grensovergang tussen Zweden en Finland,
- op de grensovergangen tussen China en de landen die deel uitmaakten van de Sovjet-Unie,
- op de grensovergangen aan de westgrens van de voormalige Sovjet-Unie,
- intern in Zwitserland tussen normaalspoor en meterspoor,
- op de grensovergangen tussen Frankrijk en Spanje,
- intern in Spanje tussen het gewone spoornet en het hogesnelheidsnet.

### Vaste wielafstand
Spoorwegmaterieel met een vaste wielafstand kan worden omgespoord door het onderstel te vervangen. Bij spoorwegmaterieel op draaistellen wordt dit gedaan door de draaistellen uit te wisselen. Bij materieel met vaste assen wordt het wielstel uitgewisseld. Op de landsgrenzen zijn hiertoe meestal speciale werkplaatsen voorzien. Bekende voorbeelden hiervan zijn het vervangen van de draaistellen van treinen die van Europa naar Wit-Rusland rijden en aan de Frans/Spaanse grens in Hendaye tot 1994. Deze laatste installatie is inmiddels afgebroken.
In de installatie liggen vier rails, het smallere spoor tussen de rails van het breedspoor. De locomotief wordt afgekoppeld en alle rijtuigen worden aan een stuk door dommekrachten opgevijzeld, waarbij de draaistellen blijven staan. Een lage motorwagen duwt de draaistellen weg en trekt er nieuwe draaistellen onder. Daarna laat men de trein weer zakken. De passagiers blijven in de trein zitten.

### Variabele wielafstand
Er bestaat ook materieel dat geschikt is voor meerdere spoorwijdten. Het bekendste voorbeeld is de Talgo die is uitgerust met verschuifbare wielen zodat de wielafstand aan de gewenste spoorwijdte kan worden aangepast. De omsporing vindt plaats in een omspoorder die de wielafstand automatisch aanpast terwijl de trein met ongeveer 15 km/h door de omspoorder rijdt. Voor de automatische omsporing bestaan twee mogelijkheden:
- Onbelaste omsporing
- Belaste omsporing

#### Onbelaste omsporing
Onbelaste omsporing wil zeggen dat het gewicht van de trein tijdens de omsporing niet door de wielen gedragen wordt zodat deze makkelijk verschoven kunnen worden. Voor de onbelaste automatische omsporing zijn twee systemen operationeel:
- Rodadura Desplazable (RD) van Talgo uit 1967
Het RD-systeem is in 1967 bij Talgo ontwikkeld door de Spaanse ingenieur Ángel Torán.
- Bogie de Rodadura de Ancho Variable Autopropulsado (BRAVA) van CAF uit 2001
Het CAF-systeem is in 1968 ontwikkeld door een Zwitsers bedrijf, de Vévey Company (intussen overgenomen door Bombardier Transportation) en had als naam de "Vevey axle".[1] Het ontwerp is later verkregen en aangepast door CAF.

Beide systemen worden binnen Spanje gebruikt. De eerste Talgo RD-installatie werd in 1969 in gebruik genomen in Portbou voor de Catalan Talgo, een internationale dagtrein tussen Barcelona en Genève. Later maakten ook Talgo nachttreinen van Barcelona naar Parijs, Milaan en Zürich gebruik van deze installatie. Een tweede installatie werd in 1981 in Irun in gebruik genomen voor de Talgo nachttrein Madrid-Parijs. Met het opheffen van de laatste van deze internationale nachttreinen in 2013 gingen beide installaties buiten gebruik. De eerste installaties voor binnenlandse treinen in Spanje werden in 1992 in gebruik gesteld voor doorgaande treinen van/naar Barcelona en Malaga via de dat jaar in geopende hogesnelheidslijn Madrid-Sevilla. Met de uitbreiding van het hogesnelheidsnet werden geleidelijk meer omspoorders in gebruik genomen.
Het RD-systeem is in januari 2015 voltooid bij de Pools/Wit-Russische grens. Verder bestaan er plannen voor een omspoorder op de Kazachs/Chinese grens waarmee een Talgo-verbinding tussen Europa en China mogelijk zou worden. In Japan is het RD-systeem onder licentie door Sumitomo toegepast voor de overgang tussen het Japanse 1067 mm spoor en het hogesnelheidsnet met normaalspoor. In Zwitserland is het EV09-systeem ontwikkeld voor de overgang tussen meterspoor en normaalspoor. Dit wordt toegepast op de Golden Pass route, op het trajectgedeelte Montreux-Interlaken (situatie 2023).

#### Belaste omsporing
Belaste omsporing wil zeggen dat het gewicht van de trein ook tijdens de omsporing door de wielen gedragen wordt. Hierbij worden de wielen op de as ontgrendeld, daarna verschoven en vervolgens weer vergrendeld. Hiervoor worden de Poolse SUW2000 en de Duitse Rafil V-wielstellen gebruikt. De omspoorders moeten hier veel langer zijn dan bij onbelaste omsporing, omdat belaste wielen veel moeilijker op een veilige manier verschoven kunnen worden. Voor dit systeem bestaan asymmetrische omspoorders, waarbij eerst de wielen aan de ene zijde en daarna de wielen aan de andere zijde worden verschoven en symmetrische omspoorders waarbij de wielen aan beide zijden tegelijk worden verschoven. Het systeem wordt toegepast in het goederenverkeer tussen Polen enerzijds en Litouwen en Oekraïne anderzijds.